# William Odling
William Odling (5 de setembre de 1829, Southwark, Londres, Regne Unit - 17 de febrer de 1921, Oxford, Regne Unit), fou un metge i químic anglès que descobrí la tetravalència del carboni i elaborà una taula periòdica dels elements químics el 1864, quatre anys abans que la de Dmitri Mendeléiev.

## Biografia
Odling era l'únic fill de George Odling, metge londinenc amb una llarga tradició familiar en medicina. Olding seguí la tradició familiar i anà a estudiar medicina a l'hospital Guy el 1846 i fou un dels primers estudiants de l'hospital que aconseguí el doctorat de la Universitat de Londres el 1851. Malgrat que Odling assistí al curs del químic alemany August Wilhelm von Hofmann (1818-1892) al Royal College of Chemistry durant un semestre el 1848, el seu principal professor de química fou Alfred Swaine Taylor (1806-1880), professor de química i jurisprudència mèdica. El 1848 s'incorporà a la Chemical Society of London on conegué Alexander William Williamson (1824-1904) i a través d'ell al químic alemany Friedrich August Kekulé (1829-1896) durant la seva visita a Londres (1854–1855). Aquests químics havien estat estimulats per la revolucionària química francesa de Charles Frédéric Gerhardt (1816-1856) i August Laurent (1807-1853). A la mort d'aquest últim, Williamson recomanà Odling a Jean-Baptiste Biot (editor de Laurent) com a traductor anglès de l'obra pòstuma de Laurent, Méthode de chimie. Els pocs mesos que Odling passà a París amb Gerhardt el 1854 completà la seva formació química. A continuació, ell i Williamson es convertiren en els difusors britànics de les teories d'aquests químics francesos. A la Chemical Society of London ocupà diferents càrrecs: soci (1848–1856), Secretari Honorari (1856–1869), Vicepresident (1869–1872) i President (1873–1875). També ocupà diversos càrrecs docents a l'hospital Guy mentre era metge al districte londinenc de Lambeth entre 1856 i 1862. De 1863 a 1870 ensenyà química a l'Hospital de St. Bartholomew i, a la mort de Michael Faraday en 1867, es convertí en professor Fullerian de química a la Royal Institution, després d'abandonar la medicina aplicada. El 1859 fou nomenat membre de la Royal Society. El 1872 succeí a Benjamin Collins Brodie (1817-1880) al Worcester College de la Universitat d'Oxford el 1872. El mateix any es casà amb Elizabeth Mary Smee i tingueren tres fills. A l'Institute of Chemistry ocupà varis càrrecs: Censor (1878–1880 i 1882–1891), Vicepresident (1878–1880 i 1888–1891) i President (1883–1888). El 1875 li fou concedit un doctorat honorífic per la Universitat de Leiden als Països Baixos. Odling estava interessat en l'art, era col·leccionista de gravats i propietari d'unes rares edicions dels poetes anglesos. Estimulà el Museu Ashmolean a interessar-se més en els gravats. Es retirà el 1912, però romangué actiu fins al final de la seva vida.

## Obra

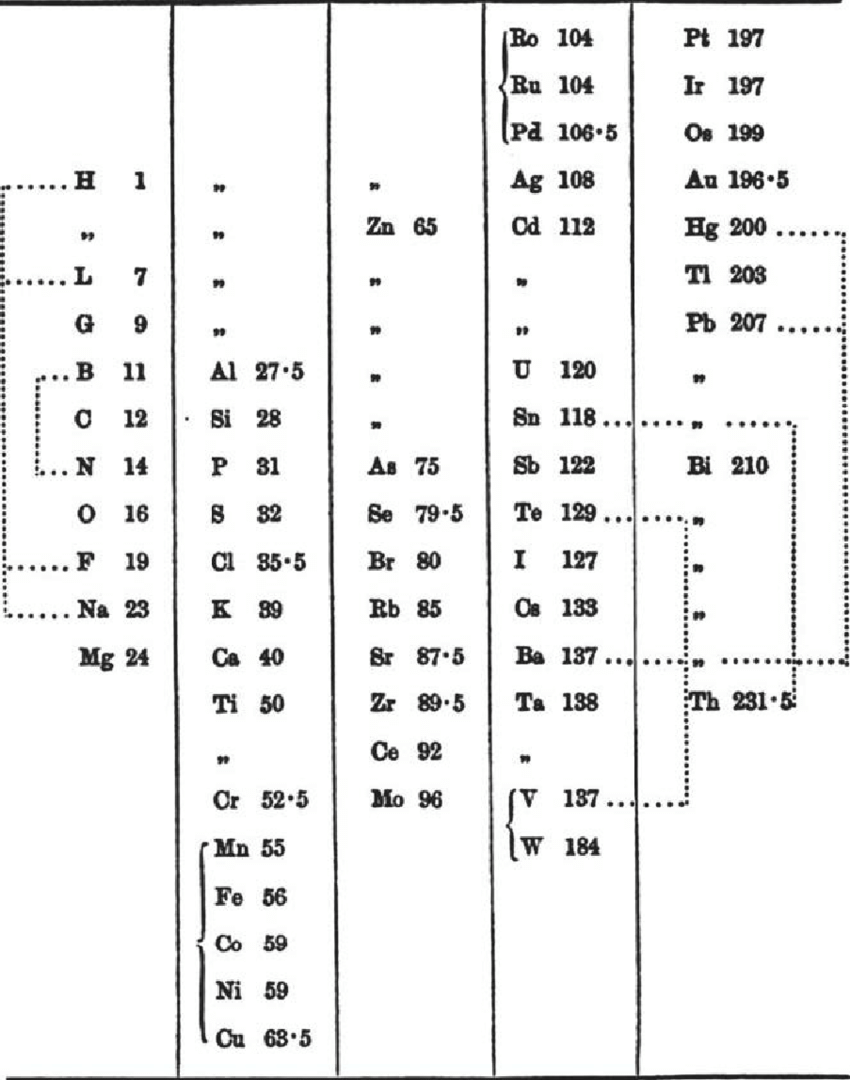
Taula periòdica d'Odling publicada el 1864

Odling fou un dels secretaris del congrés de Karlsruhe, conferència internacional de química celebrat a la ciutat alemanya de Karlsruhe el 1860. Entre 1853 i 1863 fou un propagandista entusiasta de la revisió parcial de Gerhardt de les masses atòmiques, i encara que no veié immediatament la necessitat de la revisió més àmplia proposada per Stanislao Cannizzaro, l'acceptà i donà a conèixer a partir del 1864.
Odling, que era un anti-atomista com Gerhardt, amplià la teoria dels tipus introduint el tipus metà el 1855 per classificar les substàncies que es podien explicar com derivades del metà, {\displaystyle {\ce {CH4}}}, la qual cosa té profundes conseqüències en la química orgànica perquè això significa que el carboni pot substituir els seus quatre hidrògens del metà, és a dir, el carboni té valència 4.
El 1864 Odling publicà una classificació de 57 elements químics segons un ordre creixent de masses atòmiques, que disposà en cinc columnes. Era partidari de la distinció entre grups i subgrups, ja que només aquesta separació de les sèries en dues parts permetia obtenir una periodicitat de les propietats dels elements. Fins i tot alterà l'ordre del iode i el tel·luri per col·locar-los correctament i deixà buits per elements que quedessin per descobrir. És una ordenació molt semblant a la primera de Dmitri Mendeléiev del 1869. No obstant això aquest intent no arribà a ser reconegut, ja que es sospità que ell, com a secretari de la Chemical Society of London, intentà impedir la publicació del treball de John A.R. Newlands, conegut com a llei de les octaves, on presentava una ordenació de primer de només 24 elements, i posteriorment de 56 elements, disposant-los en columnes verticals de set elements cadascuna, observant que en molts casos coincidien en les files horitzontals elements amb propietats similars i que presentaven una variació regular. Mendeléiev es defensà de la possible acusació de plagi dient que conegué la taula d'Odling després d'haver fer pública la seva gràcies a T.N. Sawtschenkov que havia traduït el 1867 l'obra d'Odling A Course of Practical Chemistry (1865), i que ell no havia llegit. Considerava que Odling no donà cap significat teòric a aquesta ordenació, ja que figura com una taula a l'apèndix, que no tornà a escriure sobre ella i que tampoc cap altre científic se'n fe ressò.
Entre les seves obres destaquen els llibres: A Course of Practical Chemistry (1854, 1863, 1865, 1869, 1876); A Manual of Chemistry (1861); On Animal Chemistry (1866); Outlines of Chemistry (1870).